# Isola Webb
L’Isola Webb è un'isola rocciosa in Antartide, lunga 2,8 km, situata nel fiordo di Laubeuf a circa 6 km a sud dell'ingresso della Baia di Stonehouse, vicino all'isola Adelaide. Fu scoperto dalla spedizione antartica francese sotto Jean Baptiste Charcot, 1908-10, e chiamato da lui per il capitano Richard C. Webb della Royal Navy, comandante di un incrociatore inglese nelle acque argentine in quel momento.